# Rhypodes spadix
Rhypodes spadix är en insektsart som beskrevs av Alan C. Eyles 1990. Rhypodes spadix ingår i släktet Rhypodes och familjen fröskinnbaggar. Inga underarter finns listade i Catalogue of Life.